# Stockteilung
Als Stockteilung bezeichnet man eine Methode der vegetativen Vermehrung von Pflanzen. Diese Vermehrungsmethode wird bei Pflanzen angewendet, aus deren Wurzelstöcken mehrere Triebe wachsen. Die Stockteilung besteht im Zerteilen des Wurzelstocks in maximal so viele Teilstücke, wie sich Triebe oder Knospen daran befinden. Die Stockteilung wird im Freiland bei Stauden und kleinen Sträuchern sowie bei einigen Zimmerpflanzen angewendet. Diese Vermehrungsmethode eignet sich nicht zur Erzeugung einer großen Stückzahl genetisch identischer Pflanzen. Dafür gilt die Stockteilung als sehr sichere Vermehrungsmethode und erlaubt in einigen Fällen die Vermehrung von auf andere Arten nur sehr schwierig zu vermehrenden Pflanzen.
Im Freiland werden ältere Pflanzen zum Zweck der Stockteilung ausgegraben, damit möglichst viele Wurzeln unbeschädigt erhalten bleiben. Bei kleineren Pflanzen kann der Wurzelstock dann mit den Händen oder einem Messer geteilt werden, bei größeren Pflanzen oder verholzten Wurzelstöcken muss oft mit dem Spaten oder einer Säge nachgeholfen werden. Jedes Teilstück muss einen Spross mit Wurzeln besitzen. Dann können die einzelnen Teilstücke getrennt voneinander wieder in der Erde verpflanzt werden.
Zimmerpflanzen werden aus ihrem Pflanzgefäß entnommen und die Erde wird vorsichtig abgeklopft, damit möglichst viele Wurzeln unbeschädigt erhalten bleiben. Die Stockteilung an sich erfolgt meist mit einem Messer, da diese Methode kontrollierter durchführbar ist und glattere Wundränder verursacht als ein Zerreißen des Wurzelstocks per Hand. Jedes Teilstück muss einen Spross mit Wurzeln besitzen. Die einzelnen Teilstücke werden nach dem Abtrocknen der Wundränder wieder eingepflanzt, was bei Kakteen und Sukkulenten oft erst nach einigen Tagen möglich ist.
Bei vielen Pflanzen muss darauf geachtet werden, dass die Pflanzen zum richtigen Zeitpunkt geteilt werden. Im Freiland eignet sich meist der Monat zur Stockteilung am besten, in dem auch die Sämlinge der Pflanze ausgesetzt werden. Diese Auspflanzzeiten sind in der Regel im Frühjahr oder im Herbst. Die Vermehrung der Pflanzen aus robusten, älteren Stöcken ist oft einfacher und eher erfolgversprechend als die Aufzucht aus Samen. Zimmerpflanzen werden in der Regel nicht während ihrer Blüte geteilt.
Beispielsweise bilden viele Erdbeersorten Ausläufer, die sich zur vegetativen Vermehrung eignen, andere jedoch nicht. Diese verzweigen sich aber im Boden sehr stark, so dass sie für eine Stockteilung gut geeignet sind. Zimmerpflanzen, die vor allem im nichtkommerziellen Bereich häufig durch Stockteilung vermehrt werden, sind z. B. Usambaraveilchen, Maranta leuconeura und Farne.
In der Natur kann eine ähnliche Art der vegetativen Vermehrung der Pflanze beobachtet werden. Beispielsweise stirbt bei der Pfefferminze und anderen Minzarten der Hauptstock im zweiten Jahr ab, während die Nebenwurzeln für eine Ausbreitung der Pflanze im Umkreis sorgen. Man spricht vom „Wandern“ der Pflanzen.
Die Stockteilung wird gelegentlich mit der Rhizomteilung verwechselt, da beide Techniken oft mit dem Kurzwort „Teilung“ bezeichnet werden. Ein Rhizom ist keine Wurzel, sondern ein unterirdischer Ausläufer der Sprossachse. Diese Rhizome werden aber ebenfalls – eigentlich fälschlich – „Wurzelstock“ genannt. Die gärtnerische Technik der Rhizomteilung ist jedoch anders als die der Stockteilung, da sie keine Rücksicht auf Wurzeln nehmen muss. Die Sprossachse wird mit einem scharfen Messer in mehrere kurze Stücke geteilt, aus denen wieder ganze Pflanzen sprossen können. Die Technik ist jedoch nur bei Pflanzen möglich, die ein Rhizom ausbilden, z. B. Maiglöckchen oder Spargel.